# Pachnoda polita
Pachnoda polita är en skalbaggsart som beskrevs av Blanchard 1842. Pachnoda polita ingår i släktet Pachnoda och familjen Cetoniidae. Inga underarter finns listade i Catalogue of Life.